# Индонезия на летней Универсиаде 2013
Индонезия на XXVII Всемирной Летней Универсиаде была представлена 36 спортсменами в 6 видах спорта.

## Призёры
| Медаль  | Спортсмен                   | Вид спорта       | Дисциплина        | Дата   |
| ------- | --------------------------- | ---------------- | ----------------- | ------ |
| Серебро | Сурахмат Бин Сувито Виджойо | Тяжёлая атлетика | Мужчины, до 56 кг | 7 июля |

## Результаты

### Бадминтон

#### Мужчины
| Соревнование     | Спортсмены                                 | 1/128 финала                               | 1/64 финала                                            | 1/32 финала                                                                | 1/16 финала                                                        | Четвертьфинал         | Полуфинал             | Финал                 | Итоговое место |
| Соревнование     | Спортсмены                                 | Соперник Счёт                              | Соперник Счёт                                          | Соперник Счёт                                                              | Соперник Счёт                                                      | Соперник Счёт         | Соперник Счёт         | Соперник Счёт         | Итоговое место |
| ---------------- | ------------------------------------------ | ------------------------------------------ | ------------------------------------------------------ | -------------------------------------------------------------------------- | ------------------------------------------------------------------ | --------------------- | --------------------- | --------------------- | -------------- |
| Одиночный разряд | Хермансях Хермансях                        | Не участвовал                              | Махмуд Эль-Саяд (нем.) (EGY) Поб. 2:0 (21:13, 21:11)   | Лукас Шмидт (нем.) (GER) Пор. 0:2 (14:21, 18:21)                           | Завершил выступление                                               | Завершил выступление  | Завершил выступление  | Завершил выступление  | 17             |
| Одиночный разряд | Ади Пратама                                | Петри Хаутала (FIN) Поб. 2:0 (21:9, 21:10) | Эрнесто Велазкез (ESP) Пор. 0:2 (19:21, 16:21)         | Завершил выступление                                                       | Завершил выступление                                               | Завершил выступление  | Завершил выступление  | Завершил выступление  | 33             |
| Одиночный разряд | Бандар Сигит Памунгкас                     | Не участвовал                              | Лукас Корви (нем.) (FRA) Пор. 0:2 (21:23, 16:21)       | Завершил выступление                                                       | Завершил выступление                                               | Завершил выступление  | Завершил выступление  | Завершил выступление  | 33             |
| Парный разряд    | Бандар Сигит Памунгкас Хермансях Хермансях |                                            | Ио Кенлао / Леон Куньфай (MAC) Поб. 2:0 (21:12, 21:14) | Ханнес Каесбауэр (нем.) / Лукас Шмидт (нем.) (GER) Поб. 2:0 (27:25, 21:15) | Ким Кичон (англ.) / Хон Чихун (нем.) (KOR) Пор. 0:2 (16:21, 15:21) | Завершили выступление | Завершили выступление | Завершили выступление | 9              |
| Парный разряд    | Ариянто Харяди Путра Рио Вилианто          |                                            | Не участвовали                                         | Юджин Сн / Чинь Тат Масахиро Тань (SIN) Поб. 2:0 (21:10, 21:13)            | Ко Сонхён (англ.) / Ли Ёндэ (англ.) (KOR) Пор. 0:2 (12:21, 16:21)  | Завершили выступление | Завершили выступление | Завершили выступление | 9              |

#### Женщины
| Соревнование     | Спортсмены                           | 1/64 финала                                   | 1/32 финала                                                             | 1/16 финала                                                                  | Четвертьфинал                                                  | Полуфинал             | Финал                 | Итоговое место |
| Соревнование     | Спортсмены                           | Соперник Счёт                                 | Соперник Счёт                                                           | Соперник Счёт                                                                | Соперник Счёт                                                  | Соперник Счёт         | Соперник Счёт         | Итоговое место |
| ---------------- | ------------------------------------ | --------------------------------------------- | ----------------------------------------------------------------------- | ---------------------------------------------------------------------------- | -------------------------------------------------------------- | --------------------- | --------------------- | -------------- |
| Одиночный разряд | Нингрум Ариеда                       | Не участвовала                                | Шэрон Нг (USA) Поб. 2:0 (21:9, 21:11)                                   | Тай Цзуин (англ.) (TPE) Пор. 0:2 (10:21, 17:21)                              | Завершила выступление                                          | Завершила выступление | Завершила выступление | 9              |
| Одиночный разряд | Новалия Агустианти                   | Елизавета Жарка (UKR) Поб. 2:0 (21:11, 21:14) | Пай Ма (TPE) Пор. 0:2 (13:21, 11:21)                                    | Завершила выступление                                                        | Завершила выступление                                          | Завершила выступление | Завершила выступление | 17             |
| Парный разряд    | Дянь Фитриани Арис Будихарти         |                                               | Чян Кайхсинь (нем.) / Цай Пейлин (нем.) (TPE) Поб. 2:0 (21:19, 21:16)   | Пачаракамол Аркорнсакул / Пижтжан Вангпайбункж (THA) Поб. 2:0 (21:14, 21:18) | Чоу Мейкуань / Ли Мэнйань (MAS) Пор. 1:2 (19:21, 21:18, 17:21) | Завершили выступление | Завершили выступление | 5              |
| Парный разряд    | Нингрум Ариеда Эри Октавиани Адриана |                                               | Роксэйнн Фрэйзер / Стефани Пакенхэм (CAN) Поб. 2:1 (21:14, 17:21, 21:8) | Тянь Цин / Ло Юй (англ.) (CHN) Пор. 0:2 (8:21, 7:21)                         | Завершили выступление                                          | Завершили выступление | Завершили выступление | 9              |

#### Микст
| Соревнование            | Спортсмены                         | 1/64 финала                                                   | 1/32 финала                                                                        | 1/16 финала                                                        | Четвертьфинал         | Полуфинал             | Финал                 | Итоговое место |
| Соревнование            | Спортсмены                         | Соперник Счёт                                                 | Соперник Счёт                                                                      | Соперник Счёт                                                      | Соперник Счёт         | Соперник Счёт         | Соперник Счёт         | Итоговое место |
| ----------------------- | ---------------------------------- | ------------------------------------------------------------- | ---------------------------------------------------------------------------------- | ------------------------------------------------------------------ | --------------------- | --------------------- | --------------------- | -------------- |
| Смешанный парный разряд | Ариянто Харяди Путра Дянь Фитриани | Марин Бауманн / Лоррейн Бауманн (FRA) Поб. 2:0 (21:15, 21:16) | Мохд Лутфи Заим Абдул Халид / Шевон Джеми Лай (MAS) Поб. 2:1 (18:21, 21:17, 21:11) | Лу Чяпинь (англ.) / Куо Ювэнь (TPE) Пор. 1:2 (18:21, 21:16, 11:21) | Завершили выступление | Завершили выступление | Завершили выступление | 9              |
| Смешанный парный разряд | Рио Вилианто Арис Будихарти        | Не участвовали                                                | Чень Хунлин (англ.) / Ван Пэйжун (нем.) (TPE) Пор. 0:2 (17:21, 12:21)              | Завершили выступление                                              | Завершили выступление | Завершили выступление | Завершили выступление | 17             |
| Смешанный парный разряд | Ади Пратама Эри Октавиани Адриана  | Алекс Тжонг (нем.) / Ана Кампос (BRA) Поб. 2:0 (21:13, 21:15) | Владимир Иванов / Нина Вислова (RUS) Пор. 0:2 (10:21, 14:21)                       | Завершили выступление                                              | Завершили выступление | Завершили выступление | Завершили выступление | 17             |

#### Командный разряд
| Соревнование               | Спортсмены | Групповой этап                                                                                    | Групповой этап | Групповой этап | 1/16 финала | Полуфинал за 9-12 места                                                                           | Матч за 9-е место | Итоговое место |
| Соревнование               | Спортсмены | 1 матч                                                                                            | 2 матч | 3 матч         | 1/16 финала | Полуфинал за 9-12 места                                                                           | Матч за 9-е место | Итоговое место |
| Соревнование               | Спортсмены | Соперник Счёт                                                                                     | Соперник Счёт | Соперник Счёт  | Соперник Счёт | Соперник Счёт                                                                                     | Соперник Счёт | Итоговое место |
| -------------------------- | --- | ------------------------------------------------------------------------------------------------- | --- | -------------- | --- | ------------------------------------------------------------------------------------------------- | --- | -------------- |
| Смешанный командный разряд | Новалия Агустианти Нингрум Ариеда Арис Будихарти Рио Вилианто Эри Октавиани Адриана Ади Пратама Бандар Сигит Памунгкас Диан Фитриани Ариянто Харьяди Путра Херманшах Херманшах | Австралия Хонесто Буэндиа Люк Чонг (нем.) Елена Квок Чамека Мадураве Энн-Луис Сли (нем.) Поб. 5:0 | Тайвань Ван Пэйжун (нем.) Ван Чжихао Го Юйвэнь Линь Яньчжу Люй Цзябинь (англ.) Бай Сяома Тай Цзыин (англ.) Цай Пэйлин (нем.) Чэнь Хунлин (англ.) Чжоу Тяньчэн (англ.) Цзян Кайсинь (нем.) Ян Чжисюнь (нем.) Пор. 1:4 |                | Япония Мири Итимару Харуна Кита Акира Кога (англ.) Саяка Кумагаи Кэнта Нисимото Таити Саито Ёсинори Такэути Эрико Тамаки (англ.) Сино Танака Аки Хираи Кэнто Хориути Сёхэй Хосино (англ.) Пор. 0:3 | Великобритания Джейми Бонселс Питер Бриггс Софи Браун (нем.) Эмма Сметхёрст Харли Таулер Поб. 3:0 | Россия Денис Грачёв (нем.) Владимир Иванов Владимир Мальков (нем.) Андрей Параходин Иван Созонов Анатолий Ярцев (нем.) Татьяна Бибик (нем.) Нина Вислова Евгения Косецкая Ксения Поликарпова (нем.) Ирина Хлебко (нем.) Анастасия Червякова Поб. 3:1 | 9              |

### Лёгкая атлетика

#### Мужчины
| Дисциплина | Спортсмен       | Первый раунд | Первый раунд | Второй раунд         | Второй раунд         | Полуфинал            | Полуфинал            | Финал                | Финал                |
| Дисциплина | Спортсмен       | Результат    | Место        | Результат            | Место                | Результат            | Место                | Результат            | Итоговое место       |
| ---------- | --------------- | ------------ | ------------ | -------------------- | -------------------- | -------------------- | -------------------- | -------------------- | -------------------- |
| 100 м      | Исванди Исванди | 10.85        | 32           | 10.80                | 28                   | Завершил выступление | Завершил выступление | Завершил выступление | Завершил выступление |
| 200 м      | Фадлин Фадлин   | 21.93        | 28           | Завершил выступление | Завершил выступление | Завершил выступление | Завершил выступление | Завершил выступление | Завершил выступление |

#### Женщины
| Дисциплина     | Спортсмен           | Квалификационный раунд | Квалификационный раунд | Полуфинал     | Полуфинал     | Финал                 | Финал                 |
| Дисциплина     | Спортсмен           | Результат              | Место                  | Результат     | Место         | Результат             | Итоговое место        |
| -------------- | ------------------- | ---------------------- | ---------------------- | ------------- | ------------- | --------------------- | --------------------- |
| 100 м          | Лузиана Сатриани    | 12.15                  | 18                     | 12.32         | 18            | Завершила выступление | Завершила выступление |
| 100 м с/б      | Лузиана Сатриани    | Не стартовала          | Не стартовала          | Не стартовала | Не стартовала | Не стартовала         | Не стартовала         |
| Прыжки в длину | Мария Наталия Лонда | 6.25                   | 13                     |               |               | 6.19                  | 11                    |

### Плавание

#### Мужчины

##### Бассейн
| Личные соревнования   | Спортсмен                                                                          | Предварительные заплывы | Предварительные заплывы | Полуфиналы            | Полуфиналы            | Финал                 | Финал                 |
| Личные соревнования   | Спортсмен                                                                          | Результат               | Место                   | Результат             | Место                 | Результат             | Место                 |
| --------------------- | ---------------------------------------------------------------------------------- | ----------------------- | ----------------------- | --------------------- | --------------------- | --------------------- | --------------------- |
| 50 м вольный стиль    | Триади Фаузи Сидик                                                                 | 23.58                   | 36                      | Завершил выступление  | Завершил выступление  | Завершил выступление  | Завершил выступление  |
| 50 м вольный стиль    | Гунтур Пратама Путера                                                              | Не стартовал            | Не стартовал            | Не стартовал          | Не стартовал          | Не стартовал          | Не стартовал          |
| 100 м вольный стиль   | Триади Фаузи Сидик                                                                 | 51.25                   | 34                      | Завершил выступление  | Завершил выступление  | Завершил выступление  | Завершил выступление  |
| 100 м вольный стиль   | Алексис Виджая Охмар                                                               | 52.68                   | 48                      | Завершил выступление  | Завершил выступление  | Завершил выступление  | Завершил выступление  |
| 200 м вольный стиль   | Триади Фаузи Сидик                                                                 | 1:53.87                 | 34                      | Завершил выступление  | Завершил выступление  | Завершил выступление  | Завершил выступление  |
| 200 м вольный стиль   | Алексис Виджая Охмар                                                               | 1:56.29                 | 39                      | Завершил выступление  | Завершил выступление  | Завершил выступление  | Завершил выступление  |
| 50 м на спине         | И Геде Симан Судартава                                                             | 25.73                   | 9                       | 25.63                 | 10                    | Завершил выступление  | Завершил выступление  |
| 100 м на спине        | И Геде Симан Судартава                                                             | 56.25                   | 23                      | Завершил выступление  | Завершил выступление  | Завершил выступление  | Завершил выступление  |
| 200 м на спине        | И Геде Симан Судартава                                                             | 2:06.13                 | 26                      | Завершил выступление  | Завершил выступление  | Завершил выступление  | Завершил выступление  |
| 50 м брасс            | Деннис Джошуа Тива                                                                 | 30.28                   | 40                      | Завершил выступление  | Завершил выступление  | Завершил выступление  | Завершил выступление  |
| 100 м брасс           | Деннис Джошуа Тива                                                                 | 1:04.80                 | 38                      | Завершил выступление  | Завершил выступление  | Завершил выступление  | Завершил выступление  |
| 200 м брасс           | Деннис Джошуа Тива                                                                 | 2:23.87                 | 34                      | Завершил выступление  | Завершил выступление  | Завершил выступление  | Завершил выступление  |
| 50 м баттерфляй       | Гленн Виктор Сутанто                                                               | 24.51                   | 19                      | Завершил выступление  | Завершил выступление  | Завершил выступление  | Завершил выступление  |
| 50 м баттерфляй       | Гунтур Пратама Путера                                                              | 25.32                   | 37                      | Завершил выступление  | Завершил выступление  | Завершил выступление  | Завершил выступление  |
| 100 м баттерфляй      | Гленн Виктор Сутанто                                                               | 54.84                   | 30                      | Завершил выступление  | Завершил выступление  | Завершил выступление  | Завершил выступление  |
| Эстафета              | Предварительный заплыв                                                             | Предварительный заплыв  | Предварительный заплыв  | Финал                 | Финал                 | Финал                 | Финал                 |
| Эстафета              | Состав                                                                             | Результат               | Место                   | Состав                | Состав                | Результат             | Место                 |
| 4×100 м вольный стиль | Алексис Виджая Охмар Гунтур Пратама Путера Триади Фаузи Сидик Гленн Виктор Сутанто | 3:27.84                 | 14                      | Завершили выступление | Завершили выступление | Завершили выступление | Завершили выступление |

#### Женщины

##### Бассейн
| Личные соревнования | Спортсмен               | Предварительные заплывы | Предварительные заплывы | Полуфиналы            | Полуфиналы            | Финал                 | Финал                 |
| Личные соревнования | Спортсмен               | Результат               | Место                   | Результат             | Место                 | Результат             | Место                 |
| ------------------- | ----------------------- | ----------------------- | ----------------------- | --------------------- | --------------------- | --------------------- | --------------------- |
| 50 м вольный стиль  | Патрисия Йосита Хаспари | 27.90                   | 37                      | Завершила выступление | Завершила выступление | Завершила выступление | Завершила выступление |
| 100 м вольный стиль | Патрисия Йосита Хаспари | 58.74                   | 37                      | Завершила выступление | Завершила выступление | Завершила выступление | Завершила выступление |
| 100 м вольный стиль | Ресса Кания Деви        | 1:00.21                 | 42                      | Завершила выступление | Завершила выступление | Завершила выступление | Завершила выступление |
| 200 м вольный стиль | Ресса Кания Деви        | 2:09.46                 | 26                      | Завершила выступление | Завершила выступление | Завершила выступление | Завершила выступление |
| 200 м вольный стиль | Патрисия Йосита Хаспари | 2:10.47                 | 27                      | Завершила выступление | Завершила выступление | Завершила выступление | Завершила выступление |
| 50 м брасс          | Патрисия Йосита Хаспари | 36.18                   | 34                      | Завершила выступление | Завершила выступление | Завершила выступление | Завершила выступление |
| 50 м баттерфляй     | Патрисия Йосита Хаспари | 30.07                   | 38                      | Завершила выступление | Завершила выступление | Завершила выступление | Завершила выступление |
| 100 м баттерфляй    | Ресса Кания Деви        | 1:06.22                 | 34                      | Завершила выступление | Завершила выступление | Завершила выступление | Завершила выступление |
| 200 м комплекс      | Ресса Кания Деви        | 2:26.97                 | 21                      | Завершила выступление | Завершила выступление | Завершила выступление | Завершила выступление |
| 200 м комплекс      | Патрисия Йосита Хаспари | Не стартовала           | Не стартовала           | Не стартовала         | Не стартовала         | Не стартовала         | Не стартовала         |
| 400 м комплекс      | Ресса Кания Деви        | 5:14.58                 | 16                      | Завершила выступление | Завершила выступление | Завершила выступление | Завершила выступление |

### Теннис

#### Женщины
| Соревнование     | Спортсмены                              | Турнир            | Первый раунд   | Второй раунд                                    | Третий раунд                                                                | Четвёртый раунд                             | Четвертьфинал                   | Полуфинал             | Финал                 | Итоговое место        |
| Соревнование     | Спортсмены                              | Турнир            | Соперник Счёт  | Соперник Счёт                                   | Соперник Счёт                                                               | Соперник Счёт                               | Соперник Счёт                   | Соперник Счёт         | Соперник Счёт         | Итоговое место        |
| ---------------- | --------------------------------------- | ----------------- | -------------- | ----------------------------------------------- | --------------------------------------------------------------------------- | ------------------------------------------- | ------------------------------- | --------------------- | --------------------- | --------------------- |
| Одиночный разряд | Синтия Мелита Сетяван                   | Основной турнир   | Не участвовала | Хенриека Франсиена Хониболл (NAM) Поб. 6-1, 6-2 | Маса Грган (SLO) Поб. 6-1, 6-3                                              | Анна Фитцпатрик (англ.) (GBR) Пор. 1-6, 4-6 | Завершила выступление           | Завершила выступление | Завершила выступление | Завершила выступление |
| Одиночный разряд | Трия Ризки Амалия                       | Основной турнир   | Не участвовала | Бетина Хосами (англ.) (ARG) Пор. 2-6, 3-6       | Завершила выступление                                                       | Завершила выступление                       | Завершила выступление           | Завершила выступление | Завершила выступление | Завершила выступление |
| Одиночный разряд | Трия Ризки Амалия                       | Утешительный этап |                |                                                 | Не участвовала                                                              | Линь Лу (CHN) Поб. 77−62, 6-0               | Юуки Танака (JPN) Пор. 2-6, 0-6 | Завершила выступление | Завершила выступление | Завершила выступление |
| Парный разряд    | Трия Ризки Амалия Синтия Мелита Сетяван | Основной турнир   |                |                                                 | Катерина Крамперова (англ.) / Катерина Ванкова (чеш.) (CZE) Пор. 64−77, 3-6 | Завершили выступление                       | Завершили выступление           | Завершили выступление | Завершили выступление | Завершили выступление |
| Командный турнир | Синтия Мелита Сетяван                   |                   |                |                                                 |                                                                             |                                             |                                 |                       |                       | 13                    |

### Тяжёлая атлетика

#### Мужчины
| Категория    | Спортсмен                   | Вес (кг) | Рывок | Рывок | Рывок | Толчок | Толчок | Толчок | Всего | Место          |
| Категория    | Спортсмен                   | Вес (кг) | 1     | 2     | 3     | 1      | 2      | 3      | Всего | Место          |
| ------------ | --------------------------- | -------- | ----- | ----- | ----- | ------ | ------ | ------ | ----- | -------------- |
| до 56 кг     | Сурахмат Бин Сувито Виджойо | 55,69    | 103   | 107   | 110   | 136    | 140    | 145    | 250   |                |
| до 77 кг     | Эди Курниаван (англ.)       | 74,02    | 140   | 140   | 140   | —      | —      | —      | —     | Не финишировал |
| до 85 кг     | Икбал Тавакал Тауфик        | 82,50    | 115   | 116   | 120   | 142    | 142    | 150    | 270   | 15             |
| свыше 105 кг | Рэнди Радитйо Ари           | 123,05   | 140   | 145   | 145   | 178    | 185    | 191    | 325   | 13             |

#### Женщины
| Категория | Спортсмен             | Вес (кг) | Рывок | Рывок | Рывок | Толчок | Толчок | Толчок | Всего | Место           |
| Категория | Спортсмен             | Вес (кг) | 1     | 2     | 3     | 1      | 2      | 3      | Всего | Место           |
| --------- | --------------------- | -------- | ----- | ----- | ----- | ------ | ------ | ------ | ----- | --------------- |
| до 48 кг  | Лиза Сетиавати        | 46,81    | 70    | 74    | 74    | 90     | 94     | 94     | 164   | 6               |
| до 58 кг  | Тика Мулянингрум      | 56,89    | 73    | 73    | 73    | —      | —      | —      | —     | Не финишировала |
| до 63 кг  | Инас Нурнейсия Лукман | 61,83    | 78    | 81    | 82    | 98     | 100    | 100    | —     | Не финишировала |
| до 69 кг  | Соня Фебрияни Лестари | 68,08    | 84    | 87    | 89    | 106    | 106    | 106    | —     | Не финишировала |

### Шахматы

#### Мужчины
| Соревнование     | Спортсмены       | Первый тур                          | Второй тур                                       | Третий тур                          | Четвёртый тур                           | Пятый тур                            | Шестой тур                       | Седьмой тур                           | Восьмой тур                          | Девятый тур                         | Итог | Итог  |
| Соревнование     | Спортсмены       | Соперник Счёт                       | Соперник Счёт                                    | Соперник Счёт                       | Соперник Счёт                           | Соперник Счёт                        | Соперник Счёт                    | Соперник Счёт                         | Соперник Счёт                        | Соперник Счёт                       | Счёт | Место |
| ---------------- | ---------------- | ----------------------------------- | ------------------------------------------------ | ----------------------------------- | --------------------------------------- | ------------------------------------ | -------------------------------- | ------------------------------------- | ------------------------------------ | ----------------------------------- | ---- | ----- |
| Одиночный разряд | Фарид Фирман Сях | Дуглас Муненга (ZAM) Пор. 0:1 (♘)   | Эриксон Роберто Маурик Соарес (ANG) Поб. 1:0 (♞) | Хайрулла Хаибаев (TKM) Поб. 1:0 (♘) | Гиорги Маргвелашвили (GEO) Пор. 0:1 (♞) | Тато Олебиле (BOT) Поб. 1:0 (♘)      | Ниджат Абасов (AZE) Поб. 1:0 (♞) | Войцех Моранда (POL) Нич. 0,5:0,5 (♘) | Владимир Онищук (UKR) Пор. 0:1 (♞)   | Теодор Антон (ROU) Нич. 0,5:0,5 (♘) | 5    | 33    |
| Одиночный разряд | Эрван Мохамад    | Васиф Дурарбейли (AZE) Пор. 0:1 (♞) | Милош Лапчевич (SRB) Пор. 0:1 (♞)                | Хван Сунчэ (KOR) Поб. 1:0 (♘)       | Мариан Юрчик (SVK) Нич. 0,5:0,5 (♘)     | Абделрахман Хешам (EGY) Поб. 1:0 (♞) | Тамаш Петени (SVK) Пор. 0:1 (♘)  | Михаил Марков (KGZ) Поб. 1:0 (♞)      | Никола Несторович (SRB) Пор. 0:1 (♘) | Томс Кантанс (LAT) Поб. 1:0 (♞)     | 4,5  | 46    |

#### Женщины
| Соревнование     | Спортсмены    | Первый тур                                 | Второй тур                               | Третий тур                         | Четвёртый тур                       | Пятый тур                      | Шестой тур                       | Седьмой тур                          | Восьмой тур                                  | Девятый тур                            | Итог | Итог  |
| Соревнование     | Спортсмены    | Соперник Счёт                              | Соперник Счёт                            | Соперник Счёт                      | Соперник Счёт                       | Соперник Счёт                  | Соперник Счёт                    | Соперник Счёт                        | Соперник Счёт                                | Соперник Счёт                          | Счёт | Место |
| ---------------- | ------------- | ------------------------------------------ | ---------------------------------------- | ---------------------------------- | ----------------------------------- | ------------------------------ | -------------------------------- | ------------------------------------ | -------------------------------------------- | -------------------------------------- | ---- | ----- |
| Одиночный разряд | Йеми Джелсен  | Ирина Булмага (ROU) Пор. 0:1 (♘)           | Вивиан Хейнричс (BRA) Поб. 1:0 (♞)       | Клаудия Кулон (POL) Пор. 1:0 (♘)   | Термайн Чизикани (ZIM) Поб. 1:0 (♞) | Эстер Дудаш (HUN) Пор. 1:0 (♞) | Ли Лиинь (MAS) Поб. 1:0 (♘)      | Аа Ситра Деви (INA) Нич. 0,5:0,5 (♞) | Моралес Иветте Але Гарсия (MEX) Пор. 0:1 (♘) | Мария Хейнатц (SUI) Поб. 1:0 (♞)       | 4,5  | 36    |
| Одиночный разряд | Аа Ситра Деви | Мари Исраэль Палеро (PHI) Нич. 0,5:0,5 (♘) | Моника Мотикакова (SVK) Нич. 0,5:0,5 (♞) | Энхсайхан Хулан (MGL) Поб. 1:0 (♘) | Ольга Калинина (UKR) Пор. 1:0 (♞)   | Ли Лиинь (MAS) Поб. 1:0 (♘)    | Клаудия Кулон (POL) Пор. 1:0 (♞) | Аа Ситра Деви (INA) Нич. 0,5:0,5 (♘) | Мадалина Мария Ануска (ROU) Нич. 0,5:0,5 (♞) | Нармин Халафова (AZE) Нич. 0,5:0,5 (♘) | 4,5  | 39    |

#### Команды
| Соревнование     | Спортсмены                                  | Результат | Результат | Результат | Результат | Итог  | Итог  |
| Соревнование     | Спортсмены                                  | Игры      | Выигрыш   | Ничья     | Поражение | Счёт  | Место |
| ---------------- | ------------------------------------------- | --------- | --------- | --------- | --------- | ----- | ----- |
| Командный разряд | Йеми Джелсен Эрван Мохамад Фарид Фирман Сях | 27        | 12        | 4         | 11        | 22,75 | 12    |